# Edvin Austbø
Edvin Austbø, né le 1er mai 2005 à Stavanger en Norvège, est un footballeur norvégien qui évolue au poste d'ailier gauche au Viking FK.

## Biographie

### En club
Né à Stavanger en Norvège, Edvin Austbø est formé par le club local du Viking FK.
Il joue son premier match d'Eliteserien, l'élite du football norvégien, le 17 juillet 2022 face au Kristiansund BK. Il entre en jeu à la place de Daniel Karlsbakk et son équipe s'impose par deux buts à zéro.
Le 23 août 2024, Austbø prolonge son contrat avec le Viking FK, étant désormais lié au club jusqu'en décembre 2027.

### En sélection
Edvin Austbø représente l'équipe de Norvège des moins de 17 ans. Il joue un total de quatre matchs avec cette sélection, tous en 2022.
Il est retenu avec l'équipe de Norvège des moins de 19 ans pour participer au Championnat d'Europe des moins de 19 ans en 2024. Lors de cette compétition organisée en Irlande du Nord il joue quatre matchs. Son équipe est battue par la Turquie après une séance de tirs au but.